# 宽萼溲疏
宽萼溲疏（学名：Deutzia wardiana）为虎耳草科溲疏属下的一个种。

## 扩展阅读
維基物種上的相關：宽萼溲疏